# Amurada

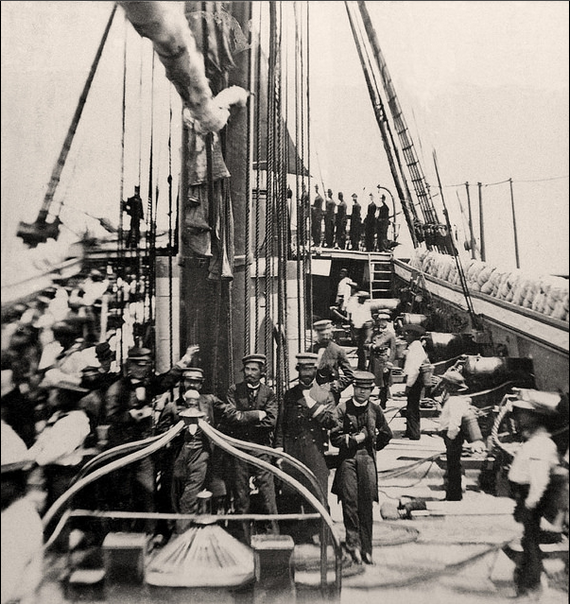
Foto tomada en 1860 de la cubierta de artillería de la Corbeta Esmeralda, sobre la cual se construyó la toldilla (en popa, al fondo) que protegía la chupeta de las inclemencias del tiempo. A ambos costados de la cubierta corría la amurada. En el centro de la nave puede verse la carroza (náutica), una liviana estructura metálica que, forrada en lona, protegía la escotilla a la cubierta inferior de la lluvia. Delante de la carroza puede verse, algo difuso, el cubichete que servía a la cubierta inferior para la ventilación e iluminación con luz natural.

Amurada es cada uno de los costados del buque por la parte interior y su función era la contención del agua de mar y en una nave de guerra también proteger a la tripulación de los disparos enemigos.: 53 
Tenía troneras para la artillería que se cubrían con portas en otras circunstancias. A ella se adosaban los aparejos y diferentes herramientas que se utilizaban durante la navegación: cabillas (barra de hierro o bronce que pasada por un agujero de los cabilleros, sirve para amarrar o dar vueltas a los cabos), mesas de guarnición, etc.